# اوجقيا (جرجر)
اوجقيا (بالكردية: Draxso‏) (بالتركية: Üçkaya)‏ هي قرية كرديّة تتبع إداريّاً لمديرية جرجر في محافظة أديامان التركية، بلغ عدد سكانها 239 نسمة في عام 2021.